# Piano Blues (film)
Piano Blues è un documentario del 2003 diretto da Clint Eastwood.
Si tratta di uno degli episodi della serie di documentari The Blues, prodotta da Martin Scorsese.

## Trama
Il regista e pianista Clint Eastwood esplora la sua grande passione per il piano blues, usando rari filmati storici oltre a interviste ed esibizioni di leggende viventi come Pinetop Perkins. Jay McShann, Dave Brubeck e Marcia Ball.
Eastwood ha rivelato che: "Il blues ha sempre fatto parte della mia vita musicale e il piano ha un posto speciale, a partire da quando mia madre ha portato a casa tutti i dischi di Fats Waller. Inoltre, la musica ha sempre avuto un ruolo nei miei film. Il documentario "Piano Blues" però mi ha dato la possibilità di realizzare un film che fosse direttamente collegato all'argomento della musica rispetto alle caratteristiche che ho portato nei miei film durante la mia carriera".